# Імператорський царськосільський ліцей
Імператорський Царськосільський ліцей у передмісті Санкт-Петербурга — це унікальний вищий навчальний заклад Російської Імперії, в завдання якого входило «підготувати юнацтво до найважливіших частин служби державної». Відкриття відбулося 19 жовтня 1811 року. Проіснував до 1843, в якому був переведений у Санкт-Петербург та перейменований на Олександрівський ліцей. На відкритті ліцею був присутній сам імператор Олександр Перший. У перший рік існування до ліцею вступило 30 ліцеїстів.

## Загальні відомості
Ліцей був закритого типу. Розташовувався безпосередньо в Царському Селі. Навчання поділялося на два курси, один з яких називався початковим, а інший остаточним. Кожен тривав по три роки.
Студенти вивчали словесність (російську, латинську, французьку, німецьку), основи Божого Закону, логіку, математичні, природничі, історичні науки, політичні і моральні науки, танці, спів, малювання, фехтування.

## Відомі випускники
- Олександр Горчаков
- Олександр Пушкін
- Федір Матюшкін
- Іван Пущин
- Вільгельм Кюхельбекер
- Сергій Сазонов

## Ліцей після жовтневої революції 1917 року
29 травня 1918 року постановою Ради Народних Комісарів ліцей був закритий. Звільнену будівлю зайняв Пролетарський політехнікум.
У 1925 році колишні вихованці ліцею були репресовані (див. Справа ліцеїстів).
Бібліотека Царськосільського Ліцею в радянський час була передана в створений у 1920 році Уральський державний університет і в подальшому розділена між виділеними з нього інститутами.
Відкриття музею-Ліцею в м. Пушкіне відбулося в 1974 році.

## Галерея

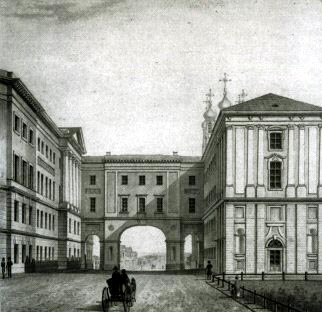
Ліцей на малюнку XIX ст.
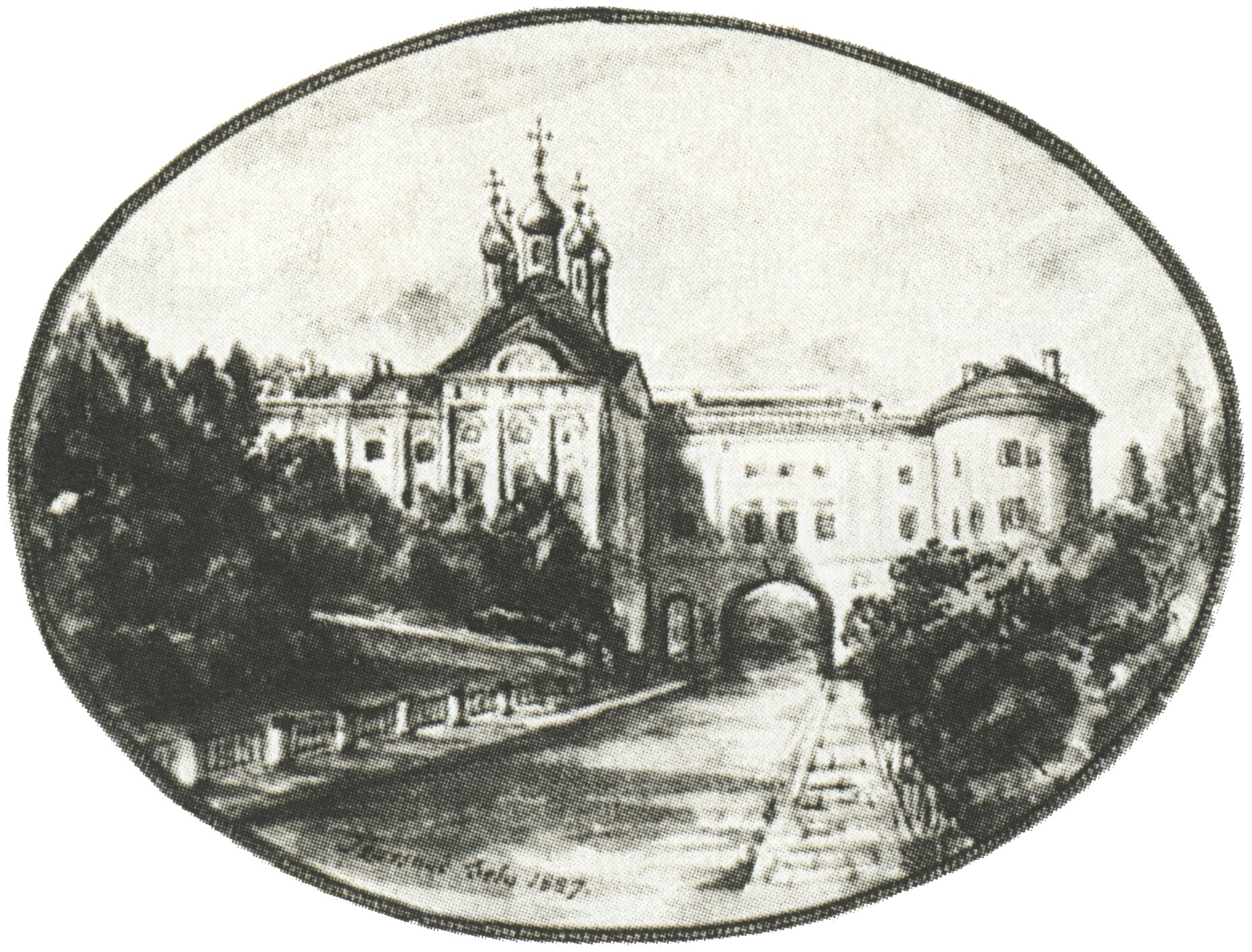
Ліцей, літографія, 1820-ті роки.
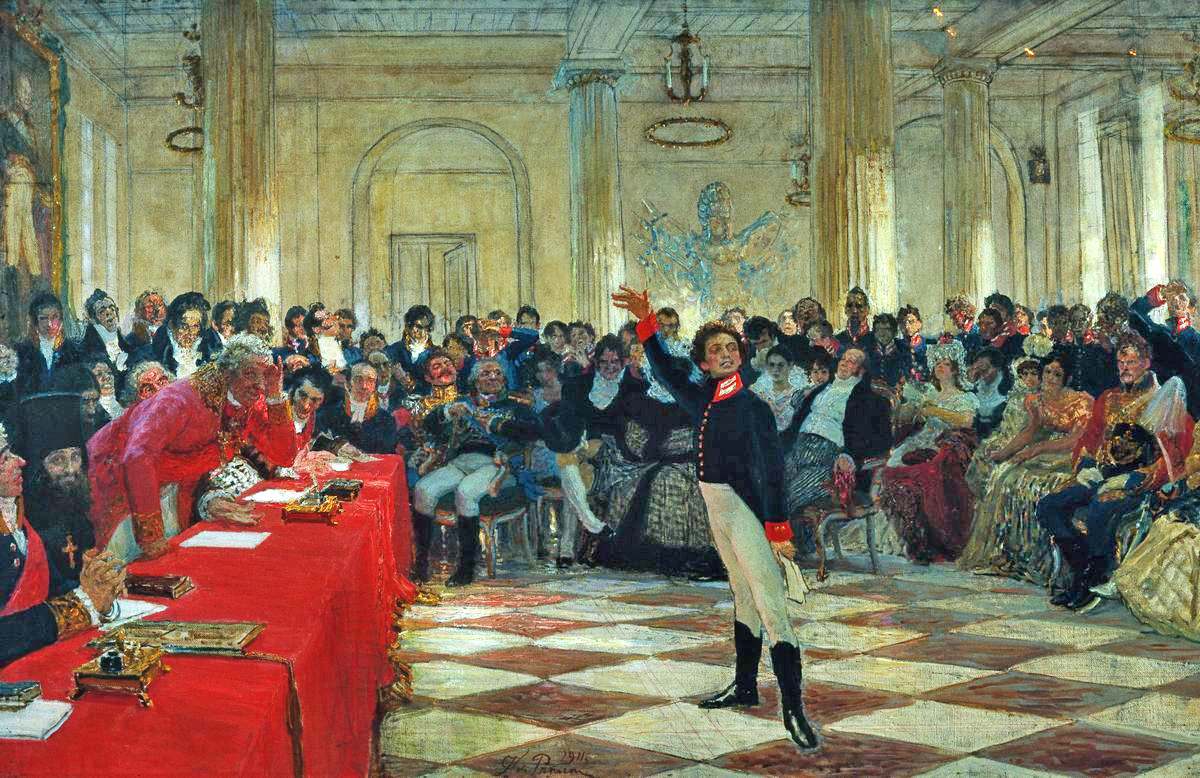
Картина Іллі Репіна «Ліцейський екзамен»
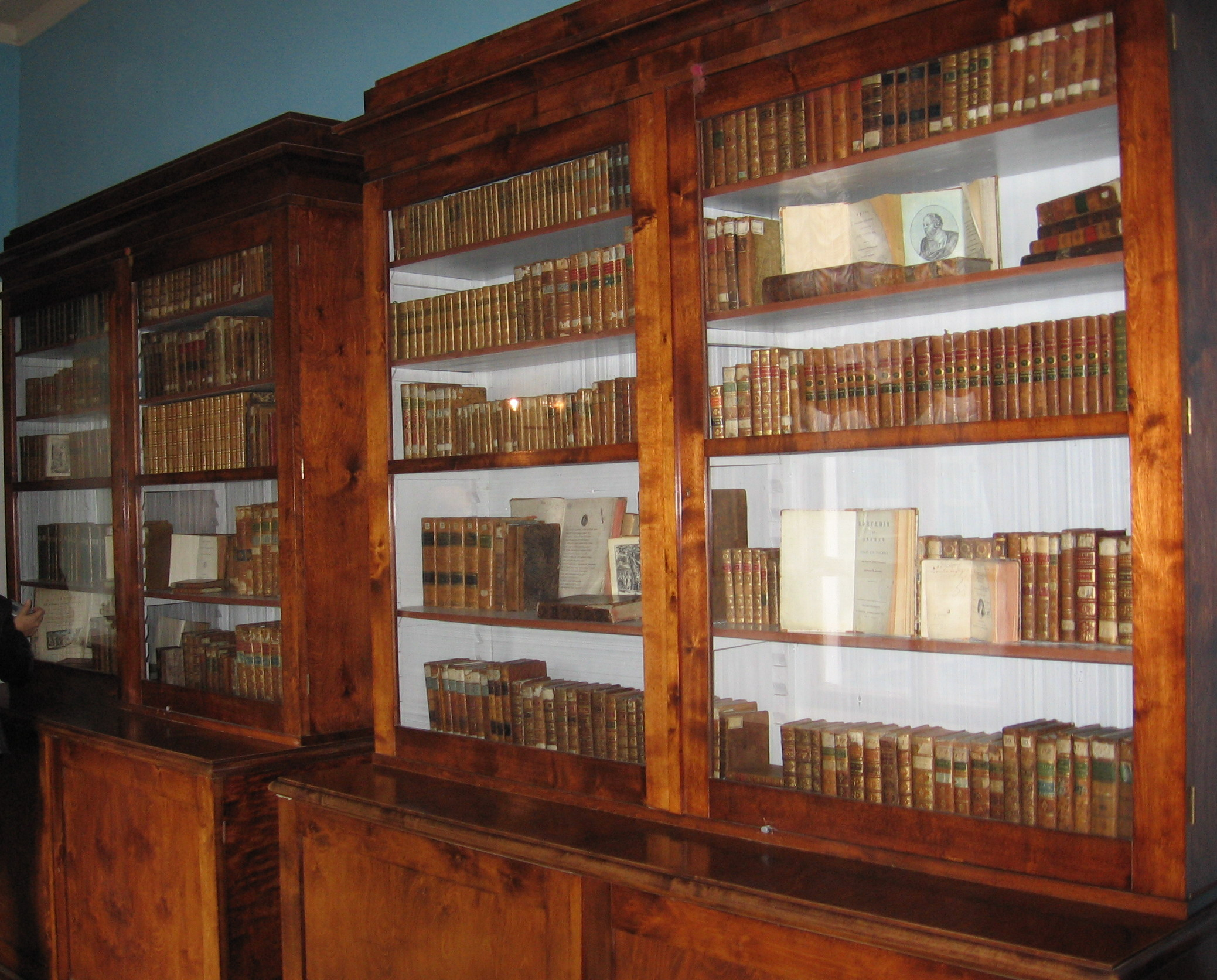
Царськосільський ліцей. Книжкові шафи в коридорах ліцею. 2007 р.